# Andrzej Yoshida
Andrzej Yoshida (zm. 1 października 1617 w Nagasaki) – błogosławiony Kościoła katolickiego, japoński męczennik, ofiara prześladowań antykatolickich w Japonii.

## Życiorys
Andrzej Yoshida należał do Bractwa Różańcowego.
Podczas prześladowań katolików w Japonii został aresztowany za udzielanie schronienia misjonarzowi Ferdynandowi Ayala. Został ścięty 1 października 1617 r. razem z Kacprem Ueda Hikojirō na wyspie Takaboko u wejścia do portu w Nagasaki.

## Beatyfikacja
Został beatyfikowany w grupie 205 męczenników japońskich przez Piusa IX w dniu 7 lipca 1867 (dokument datowany jest 7 maja 1867).
Dniem jego wspomnienia jest 10 września (w grupie 205 męczenników japońskich).